# Гилман, Роуз
Леди Роуз Виктория Биргитта Луиза Гилман, урождённая Виндзор (англ. Rose Victoria Birgitte Louise Gilman, née Windsor; родилась 1 марта 1980 года, Лондон, Великобритания), — член британского королевского дома, двоюродная племянница королевы Елизаветы II. Дочь принца Ричарда, герцога Глостерского, жена Джорджа Гилмана. Актриса.

## Биография
Роуз стала второй дочерью и третьим ребёнком принца Ричарда, герцога Глостерского, и его жены Биргитты ван Дёрс. По прямой мужской линии она является правнучкой короля Георга V и принадлежит к старшей ветви рода Виндзоров, потомков королевы Виктории. На момент рождения леди Роуз была 12-й в порядке британского престолонаследия, но к 2025 году переместилась на 39-е место.
Родилась леди Роуз в госпитале Святой Марии в Лондоне. Её крестили 13 июля 1980 года в приходской церкви Барнуэлла в Нортгемптоншире. Роуз училась в школе Святого Джорджа в Аскоте, а жила вместе с родителями, братом и сестрой в Кенсинтонском дворце. С 2005 года она работает в киноиндустрии. Сначала Роуз снялась в эпизодических ролях в ряде сериалов, включая «Маленькую Британию», а позже стала техническим специалистом. Она была ассистентом художественного отдела на съёмках фильма «Гарри Поттер и Орден Феникса», помощником закупщика на съёмках «Гарри Поттера и принца-полукровки».

## Брак и дети
В 2008 году леди Роуз стала женой бизнесмена Джорджа Гилмана. Венчание прошло в часовне с Сент-Джеймсском дворце, и на церемонии присутствовали принцесса Анна, граф и графиня Уэссекские, Питер Филлипс, Сара и Дэниел Чатто, Кейт Миддлтон (правда, без принца Уильяма). Журналисты отметили, что на невесте была диадема её прабабки, королевы Марии. 
В браке родились двое детей:
- Лайла Беатрикс Кристабель Гилман (30 мая 2010 года)
- Руфус Фредерик Монтегю Гилман (2 ноября 2012 года).